# Tomomi Itano
Tomomi Itano (板野友美, Itano Tomomi, née le 3 juillet 1991 à Kanagawa, Japon) est une chanteuse, actrice et idole japonaise, ex-membre du groupe de J-pop AKB48.

## Biographie
Tomomi Itano fait partie de la 1re génération de membres d'AKB48, dès la création du groupe en 2005. En 2007, elle participe au groupe temporaire Honegumi from AKB48.
En 2008, elle forme avec Tomomi Kasai le duo Summer Lips le temps d'un titre. 
En 2009, elle participe aux groupes temporaires Nattō Angels et AKB Idoling!!!.
En 2010, elle commence carrière solo avec son premier single Dear J qui sort en janvier. Elle joue en parallèle le rôle récurrent de Queen dans la série Kamen Rider W, (re-) formant avec Kasai le duo Queen & Elizabeth pour l'occasion, et participe aussi au groupe temporaire Team Dragon from AKB48 pour la série Dragon Ball Z Kai. En septembre 2012, elle lance son réseau social "Teamtomo".
Tomomi Itano annonce le 1er février 2013 lors de la première du documentaire "AKB48 : No flower without rain" qu'elle quittera le groupe AKB48 au printemps suivant ; sa « graduation » serait due à une décision personnelle. Elle aura lieu le 25 août 2013 au Tokyo Dome.
Elle continue désormais sa carrière en solo en sort plusieurs singles numériques et physiques. En 2014, Tomomi revient sur scène en annonçant la sortie de son premier album solo pour juillet 2014, dans lequel seront regroupés tous ses singles sortis auparavant et comprendra au total 15 titres. Il sera en outre édité en deux éditions dont une régulière et une limitée.
En juillet 2014, Tomomi sera l'invitée d’honneur du 2014 J-Pop Summit Festival à San Francisco, aux États-Unis. Cet évènement sera la première apparition aux États-Unis de l’ancien membre des AKB48, en solo. Tomomi se produira lors d’un live spécial gratuit lors du concert au Union Square le 19 juillet et un autre live sur la Pagoda Main Stage à Japantown le lendemain. 50 détenteurs de billets VIP seront invités à une séance de rencontre avec Tomomi et chacun recevra un poster dédicacé. Ils seront sélectionnés aléatoirement parmi les fans ayant acheté un Pass VIP A ou B le 11 juillet.
Par ailleurs, le premier album de Tomomi Itano, S×W×A×G, est en vente depuis le 2 juillet 2014.
En 2016, Tomomi Itano fait une brillante apparition (avec d'autres membres graduées telles que Atsuko Maeda, Mariko Shinoda, Yuko Oshima et Minami Takahashi) aux côtés d'AKB48 sur le 43e single du groupe Kimi wa Melody, sorti le 9 mars, afin de célébrer le 10e anniversaire du groupe. Cette année-là, elle est l'héroine de deux films au cinéma : le film d'horreur Nozokime (alias The Stare), et le film chinois Raincoat.

### Vie privée
En dehors de AKB48, Tomomi Itano est proche d'Erika Umeda, ex-membre de °C-ute.
Depuis janvier 2021, elle est mariée à Keiji Takahashi.

## Discographie

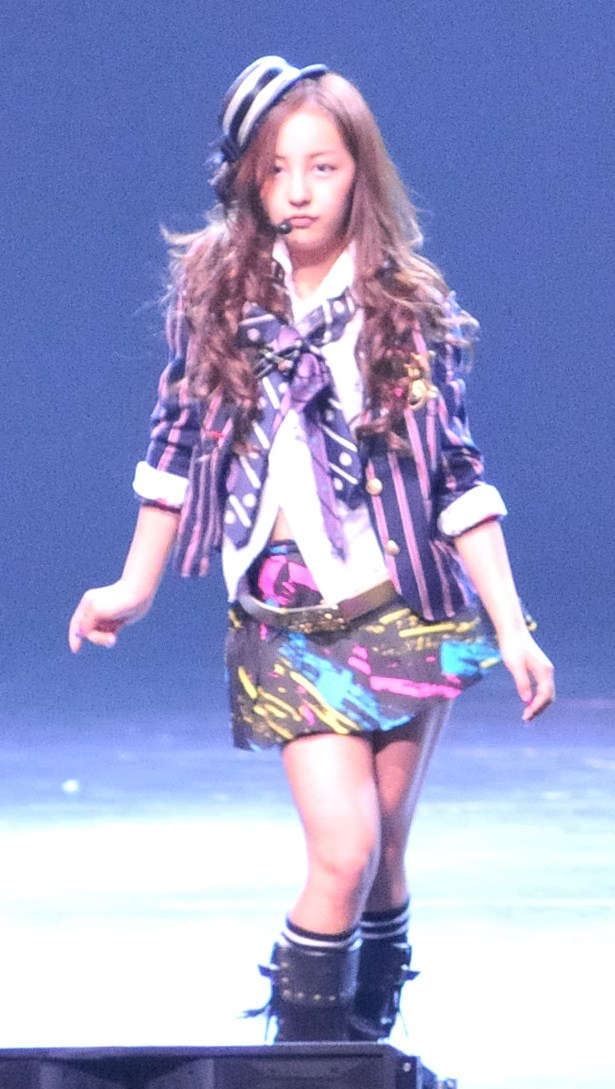
Tomomi Itano en concert avec AKB48 à Los Angeles, aux États-Unis, en 2010

### Albums
1. 2 juillet 2014 : S×W×A×G
2. 2 novembre 2016 : Get Ready♡

### Singles
Singles physiques
| # | Titre                                                 | Date             | Classements                 | Classements             | Classements                | Ventes (Oricon)  | Ventes (Oricon) |
| # | Titre                                                 | Date             | Oricon Weekly Singles Chart | Billboard Japan Hot 100 | RIAJ Digital Track Chart * | Première semaine | Total           |
| - | ----------------------------------------------------- | ---------------- | --------------------------- | ----------------------- | -------------------------- | ---------------- | --------------- |
| 1 | Dear J                                                | 26 janvier 2011  | 2                           | 2                       | 1                          | 162 871          | 216 781         |
| 2 | Fui ni (ふいに),                                      | 13 juillet 2011  | 1                           | 1                       | 8                          | 90 103           | 115 497         |
| 3 | 10nen Go no Kimi e (10年後の君へ, Jūnen Go no Kimi e) | 26 avril 2012    | 2                           | 2                       | 3                          | 72 911           | 94 059          |
| 4 | 1% (いちパーセント, Ichi Paacento)                    | 12 juin 2013     | 4                           | 4                       |                            | 44 630           | 56 094          |
| 5 | little                                                | 5 février 2014   | 3                           |                         |                            | 34 037           |                 |
| 6 | COME PARTY!                                           | 17 décembre 2014 | 6                           |                         |                            | 15 058           |                 |
| 7 | Gimme Gimme Luv                                       | 1er juillet 2015 |                             |                         |                            |                  |                 |
| 8 | HIDE & SEEK                                           | 20 avril 2016    |                             |                         |                            |                  |                 |

Singles numériques
1. 11 mai 2011 : Wanna Be Now
2. 1er juin 2011 : Ai ni Pierce (愛にピアス)
3. 28 mars 2012 : Clone
4. 4 décembre 2013 : BRIGHTER

## Discographie en groupe

### Avec AKB48
Albums
| # | Date de sortie   | Titre                                  | Titre original                             |
| - | ---------------- | -------------------------------------- | ------------------------------------------ |
| - | 1er janvier 2008 | Set List - Greatest Songs 2006-2007    | SET LIST〜グレイテストソングス 2006-2007〜 |
| - | 7 avril 2010     | Kamikyokutachi                         | 神曲たち                                   |
| - | 14 juillet 2010  | SET LIST - Greatest Songs - Kanzen Ban | SET LIST〜グレイテストソングス〜完全盤     |
| 1 | 8 juin 2011      | Koko ni Ita Koto                       | ここにいたこと                             |
| 2 | 15 août 2012     | 1830m                                  | 1830m                                      |

Singles indépendants
| N° | Date de sortie   | Titre                   | Titre original   | Remarques |
| -- | ---------------- | ----------------------- | ---------------- | --------- |
| 1  | 1er février 2006 | Sakura no Hanabiratachi | 桜の花びらたち   |           |
| 2  | 7 juin 2006      | Skirt, Hirari           | スカート、ひらり |           |

Singles major
| N° | Date de sortie  | Titre                                          | Titre original                            | Remarques                                       |
| -- | --------------- | ---------------------------------------------- | ----------------------------------------- | ----------------------------------------------- |
| 1  | 25 octobre 2006 | Aitakatta                                      | 会いたかった                              |                                                 |
| 2  | 31 janvier 2007 | Seifuku ga Jama wo Suru                        | 制服が邪魔をする                          |                                                 |
| 3  | 18 avril 2007   | Keibetsu Shiteita Aijō                         | 軽蔑していた愛情                          |                                                 |
| 4  | 18 juillet 2007 | BINGO !                                        | BINGO !                                   |                                                 |
| 5  | 8 août 2007     | Boku no Taiyō                                  | 僕の太陽                                  |                                                 |
| 6  | 31 octobre 2007 | Yūhi wo Miteiru ka ?                           | 夕陽を見ているか?                         |                                                 |
| 7  | 23 janvier 2008 | Romance, Irane                                 | ロマンス、イラネ                          |                                                 |
| 8  | 27 février 2008 | Sakura no Hanabiratachi 2008                   | 桜の花びらたち2008                        |                                                 |
| 9  | 13 juin 2008    | Baby ! Baby !                                  | BABY ! BABY !                             |                                                 |
| 10 | 22 octobre 2008 | Ōgoe Diamond                                   | 大声ダイヤモンド                          |                                                 |
| 11 | 4 mars 2009     | 10nen Sakura                                   | 10年桜                                    |                                                 |
| 12 | 24 juin 2009    | Namida Surprise !                              | 涙サプライズ!                             |                                                 |
| 13 | 26 août 2009    | Iiwake Maybe                                   | 言い訳Maybe                               |                                                 |
| 14 | 21 octobre 2009 | RIVER                                          | RIVER                                     |                                                 |
| 15 | 17 février 2010 | Sakura no Shiori                               | 桜の栞                                    |                                                 |
| 16 | 26 mai 2010     | Ponytail to Shushu                             | ポニーテールとシュシュ                    |                                                 |
| 17 | 18 août 2010    | Heavy Rotation                                 | ヘビーローテーション                      |                                                 |
| 18 | 27 octobre 2010 | Beginner                                       | Beginner                                  |                                                 |
| 19 | 8 décembre 2010 | Chance no Junban                               | チャンスの順番                            |                                                 |
| 20 | 16 février 2011 | Sakura no Ki ni Narō                           | 桜の木になろう                            |                                                 |
| -  | 1er avril 2011  | Dareka no Tameni -What can I do for someone ?- | 誰かのために ~What can I do for someone?~ | Distribution limitée                            |
| 21 | 25 mai 2011     | Everyday, Kachūsha                             | Everyday、カチューシャ                    |                                                 |
| 22 | 24 août 2011    | Flying Get                                     | フライングゲット                          |                                                 |
| 23 | 26 octobre 2011 | Kaze wa Fuiteiru                               | 風は吹いている                            |                                                 |
| 24 | 7 décembre 2011 | Ue Kara Mariko                                 | 上からマリコ                              |                                                 |
| 25 | 15 février 2012 | GIVE ME FIVE!                                  | GIVE ME FIVE !                            |                                                 |
| 26 | 23 mai 2012     | Manatsu no Sounds good!                        | 真夏のSounds good!                        |                                                 |
| 27 | 29 août 2012    | Gingham Check                                  | Gingham Check                             |                                                 |
| 28 | 31 octobre 2012 | UZA                                            | UZA                                       |                                                 |
| 29 | 5 décembre 2012 | Eien Pressure                                  | 永遠プレッシャー                          |                                                 |
| 31 | 20 février 2013 | So long !                                      | So long !                                 |                                                 |
| 32 | 22 mai 2013     | Sayonara Crawl                                 | さよならクロール                          |                                                 |
| 33 | 21 août 2013    | Koi Suru Fortune Cookie                        | 恋するフォーチュンクッキー                | A participé à l'enregistrement avant son départ |
| 43 | 9 mars 2016     | Kimi wa Melody                                 | 君はメロディー                            | En tant qu'invitée                              |

## Filmographie, télévision
- Densen Uta (2007)
- Ai Ryutsu Centre (2008)
- Kamen Rider Double: Begins Night (2009)
- Kamen Rider × Kamen Rider OOO & W Featuring Skull: Movie War Core (2010)
- Kamen Rider W Forever: A to Z/The Gaia Memories of Fate (2010)
- Majisuka Gakuen, saison 1 (2010)
- Bad Boys J (2013)
- The Virgin Psychics (2015)
- Nozokime (The Stare) (2016)
- Raincoat (2016)